# Рагби клуб Рудар (Зеница)
Рагби клуб Рудар је рагби клуб из Зенице (ФБиХ, БиХ). Клуб своје утакмице игре на стадиону на Камберовића пољу.

## Историја
Рагби клуб „Рудар” Зеница је основан 1982. године. Боје тима су зелено-црне. Дебитантско такмичење је имао у Првенству Југославије (Група Б), гдје је заузео прво мјесто без иједног пораза. У сезони 1986/87. клуб је играо у финалној утакмици Купа Маршала Тита, када се састао са градским ривалом Челиком. Клуб је имао омладинску школу, а јуниори су били прваци Југославије и освајачи Купа; ову генерацију Рударових омладинаца је водио бх. успјешни рагбиста Џони Мандић. Кадети су освајали титуле првака у својим категоријама, а сенори носили непопуларан надимак ’увијек други’ зато што су на више такмичења завршили као другопласирани (иза тадашњег регионалног лидера у овом спорту, Челика).